# Rich Text Format
Rich Text Format (RTF) is een bestandsformaat ontwikkeld door Microsoft in 1987 waarmee tekstverwerkingsbestanden uitgewisseld kunnen worden tussen verschillende programma's, programmaversies en besturingssystemen. De meeste tekstverwerkingsprogramma's kunnen bestanden in RTF-formaat zowel lezen als schrijven. Voor RTF-bestanden wordt de bestandsextensie .rtf gebruikt.
Het ontwikkelteam bij Microsoft baseerde de opmaaktaal van RTF op TeX, een opmaaktaal voor teksten en formules. Het eerste programma dat RTF kon lezen en schrijven was versie 3.0 van Microsoft Word voor Macintosh. Dit programma implementeerde versie 1.0 van de RTF-specificatie. De meest recente specificatie van RTF (maart 2008) draagt het versienummer 1.9.1. Rich Text Format is eigendom van Microsoft maar de specificatie wordt gratis vrijgegeven.
Hoewel RTF een 8-bit ASCII-formaat is, kunnen speciale karakters weergegeven worden door middel van Unicode-codes of referenties aan Windows-karaktersets (zogenaamde codepages).
Microsoft WordPad, een tekstverwerkingsprogramma dat sinds Windows 95 met het Windows-besturingssysteem meegeleverd wordt, gebruikt RTF als standaard bestandsformaat. TextEdit, de ingebouwde tekstverwerker van Mac OS X, hanteert behalve RTF ook Rich Text Format Directory (een  met hyperlinks uitgebreide versie) als standaard bestandsformaat.
RTF wordt verdrongen door op XML gebaseerde standaarden voor documentuitwisseling tussen verschillende programma's. Office Open XML bijvoorbeeld is zo'n uitwisselformaat; het wordt voornamelijk gebruikt in Microsoft Office.

## Opmaaktaal
In RTF beginnen alle opmaakcodes met een \ (backslash). Accolades geven groeperingen aan. In het voorbeeld hieronder geven de accolades en de code \b aan dat het woord "vetgedrukte" als vetgedrukte (bold) tekst moet worden weergegeven:

{\rtf1\ansi{\fonttbl\f0\fswiss Helvetica;}\f0\pard

Dit is {\b vetgedrukte} tekst.\par

}